# Lijst van vlaggen van Micronesië
Dit is een lijst van vlaggen van Micronesië.

## Nationale vlag (perFIAV-codering)
|          | Civiele vlag | Staatsvlag | Oorlogsvlag |
| -------- | ------------ | ---------- | ----------- |
| Te land  | · ?          | · ?        | · ?         |
| Te water | · ?          | · ?        | · ?         |

## Overige vlaggen
| Vlag | Periode | Functie                                                          | Beschrijving |
| ---- | ------- | ---------------------------------------------------------------- | ------------ |
|      |         | Rederijvlag van de FSM line, dochteronderneming van Kyowa Kisen. |              |